# Panta Rhei (német együttes)
A Panta Rhei német rockegyüttes volt, amely 1971 áprilisában alakult és 1975-ben oszlott fel.

## Tagok
- Herbert Dreilich (vokál, guitar)
- Henning Protzmann (basszus, vokál)
- Ulrich "Ed" Swillms (zongora, orgona)
- Veronika Fischer (vokál, 1971-73)
- Frank Hille (dob, 1971-73)
- Joachim Schmauch (furulya, altszaxofon)
- Rudolf Ulbricht (tenorszaxofon, furulya)
- Ralph Stolle (harsona)

## Diszkográfia

### Album
- Panta Rhei (1973)

### Kislemezek
- Hier wie nebenan / Nachts (1972)
- Blues / Der Losverkäufer (1973)
- Stunden / Nacht und Tag (1974)

### Válogatások
- Die frühen Jahre (1980)
- Panta Rhei (Original AMIGA Masters, Vol. 12, 1993)
- Panta Rhei (Made in GDR - Das Portrait, 2001)
- Das Beste (2008)